# آگویبو کامارا
آگویبو کامارا (انگلیسی: Aguibou Camara؛ زادهٔ ۲۰ مهٔ ۲۰۰۱) بازیکن فوتبال اهل گینه است.
از باشگاه‌هایی که در آن بازی کرده است می‌توان به باشگاه فوتبال لیل اشاره کرد.
وی همچنین در تیم‌های ملی فوتبال زیر ۲۰ سال گینه و گینه بازی کرده است.